# Hijikata Toshizō
 (juin 2018).
Si vous disposez d'ouvrages ou d'articles de référence ou si vous connaissez des sites web de qualité traitant du thème abordé ici, merci de compléter l'article en donnant les références utiles à sa vérifiabilité et en les liant à la section « Notes et références ».
Hijikata Toshizō (土方 歳三 義豊, Hijikata Toshizō Yoshitoyo, 31 mai 1835-20 juin 1869) était un guerrier japonais, vice-commandant du Shinsen gumi, une milice notoire qui, sous les ordres du shōgun Tokugawa, devait maintenir l'ordre à Kyoto durant le Bakumatsu, à la fin de l'époque d'Edo (de 1863 à 1868). Il fut ensuite vice-ministre des Armées de la république d'Ezo. Il écrivit aussi un recueil de haikus sous le pseudonyme littéraire de Hōgyoku.

## Biographie

### Enfance et formation
Né à Hino, district de Tama (actuelle banlieue de Tokyo), dans une famille de riches paysans, il était le benjamin d'une fratrie de six enfants. Son père meurt quelques mois avant sa naissance, vraisemblablement de tuberculose. Sa sœur est également soupçonnée d'avoir contracté la maladie avant son décès en 1838. Deux ans plus tard, sa mère meurt à son tour, sans doute de la même maladie elle aussi.
Tamejiro, le fils aîné, est aveugle et donc dans l'incapacité d'hériter des biens familiaux. Homme raffiné, il a probablement inspiré à Hijikata sa passion des haïkus. Son frère Kiroku hérite de la succession ; c'est lui et son épouse qui élèvent le jeune garçon. Kiroku tente, en vain, de le pousser vers une carrière de marchand.
Sa sœur aînée épouse Sato Hikogoro qui avait un dojo pratiquant le Tennen Rishin-ryū, du Shieikai de Kondō Shūsuke. Hijikata pratiquait souvent le kenjutsu en autodidacte dans le dojo tout en travaillant comme marchand ambulant de médecines familiales. Il rencontre au dojo le jeune Kondō Isami (héritier de Shūsuke) et se lie d'amitié avec lui. Il devient ensuite un disciple du Shieikai en 1851, mais ne rejoint officiellement le dojo qu'en 1859. Son rôle au Ryū-Ha n'était que mokuroku, mais il est reconnu comme maître d'arme. Beaucoup de spéculations tournent autour du katana que Hijikata possédait, une arme ancienne du célèbre forgeron Izumi-no-Kami Kanesada (和泉守兼定), toutefois il est possible que le sabre fut une copie étant donné son coût exorbitant et le statut de Hijikata qui n'était pas un samouraï.
En 1863, Hijikata et les autres membres du Shieikan rejoignent le Roshi gumi de Kiyokawa Hachiro.

### Période duShinsen gumi
Hijikata a 29 ans lors de la formation du Rōshi gumi. Il codétient le titre de vice-commandant avec Yamanami Keisuke après l'assassinat de Serizawa Kamo, tué par Okita Sōji et Hijikata lui-même. Après la mort de Yamanami, il continua à remplir ce rôle seul. Il est communément accepté qu'il fut le tacticien du groupe. Si Kondō était l'âme du Shinsen Gumi, Hijikata en était l'esprit.
Surnommé le vice-commandant démoniaque (鬼の副長, Oni no Fukuchō), Hijikata était craint pour son intransigeance et sa dureté, dans le respect le plus strict du bushido. On suppose qu'il fut l'instigateur principal du règlement interne du Shinsen gumi qui coûta la vie à de nombreux membres. Mais pendant les années à Kyoto, les hommes sous son commandement ne semblaient pas trouver ses méthodes trop drastiques ou violentes. Matsumoto Jun, médecin des Tokugawa, était d'avis que le groupe se serait dissout plus tôt, sans la présence de Hijikata et sa capacité à maintenir la cohésion entre Kondo et certains membres. Lors de la pétition soumise à Matsudaira Katamori contre Kondo par Nagakura, il n'est fait aucune mention du vice-commandant. En revanche, sa relation avec le conseiller militaire Ito Kashitaro, qui plus tard fut exécuté par le Shinsen gumi, est assez tendue.
Avec le reste du Shinsen gumi, il devient hatamoto du shogun en 1867.
La bataille de Toba-Fushimi a un effet profond sur Hijikata. Immédiatement après avoir été vaincu par l'artillerie occidentale, il décide d'adopter le style moderne en l'associant à celui des bushi, portant un revolver à côté de son katana. Peu de temps après la défaite de la bataille de Kōshū-Katsunuma, Kondo est capturé et exécuté comme un criminel de droit commun. Cet événement est un choc pour Hijikata, rongé par la culpabilité et l'incapacité à sauver son ami.
En mai 1868, il est blessé à la bataille du château d'Utsunomiya et Saito Hajime prend alors le commandement provisoire du Shinsen gumi.

### République d'Ezo
Sachant qu'il mène un combat perdu d'avance, Hijikata se dirige vers le nord, et laisse derrière lui Saito Hajime et la moitié des survivants du Shinsen gumi. Il n'est pas sûr que la scission ait été conflictuelle ou le résultat d'une dissolution inévitable, Saito ayant toujours eu des liens étroits avec le clan Aizu.
Hijikata rejoint Takeaki Enomoto, un ancien officier de marine du Bakufu en fuite à Hokkaidō, qui instaure l'éphémère république indépendante d'Ezo. Il est nommé vice-ministre des Armées. En octobre 1868, les forces de Hijikata et d'Ōtori Keisuke occupent la forteresse de Goryokaku, en éliminant la résistance locale. Mais les troupes impériales continuèrent d'attaquer par voies terrestre et maritime.
Dans un post-scriptum intéressant à propos de son implication dans la guerre du Boshin, l'officier français Jules Brunet fait l'éloge du vice-commandant Hijikata. Louant sa capacité de leader, il indique que s'il avait été en Europe, il aurait certainement été promu général.

### Décès
Il est tué par balle lors de la bataille de Hakodate en juin 1869, la deuxième année de l'ère Meiji, à l'âge de trente-quatre ans. Une semaine après sa mort, Goryokaku est prise et l'armée de la République d'Ezo se rend au nouveau pouvoir le 27 juin 1869.
On ne sait pas où Hijikata a été enterré mais sur un cénotaphe à Tokyo, à côté de celui de Kondo, on peut lire un haiku confié à son page, peu de temps avant sa mort :
Bien que mon corps peut se décomposer à Ezo,

mon esprit garde

mon seigneur à l'est.

## Vie personnelle
Son apparence physique a fait beaucoup parler de son vivant. Tout comme Okita, il était plus grand que la moyenne des Japonais de l'époque. Dès son enfance, il attirait l'attention, et son succès avec les femmes ne fit que croître avec le temps. Il semble avoir eu de nombreuses maîtresses pendant la période de Kyoto, mais resta célibataire jusqu'à sa mort. Une rumeur persistante veut qu'il aurait rompu des fiançailles avec une jeune fille d'Edo, peu avant son départ vers la capitale. La raison en était le caractère dangereux et incertain de sa situation. Aujourd'hui, il semble être souvent considéré comme l'archétype de l'homme idéal par les femmes japonaises. Exemple le plus notable, dans la simulation de drague et anime Hakuōki, Hijikata sert de partenaire par défaut et canon de l'héroïne[pas clair].

## Nom
En mars 1868, Hijikata prend le nom de « Naito Hayato » lorsqu'il sert directement les Tokugawa. Hayato ressemble au nom de son père. Cependant, il revient à son nom d'origine après la capture de Kondo.
Le fait qu'il puisse utiliser son nom de famille ouvertement est apparemment une anomalie. Au début de la période d'Edo, le Bakufu avait aboli le droit pour toute personne en dessous du rang social de samouraï d'avoir un nom de famille. Pour beaucoup cela n'était pas un problème, cependant des familles de premier plan comme les Hijikata étaient contraintes au secret. Ce n'est qu'à son arrivée à Kyoto qu'il put utiliser son nom ouvertement.

## Fiction
- Anime /Mangas
  - Getsumei Seiki
  - Shura no Toki
  - Peace Maker Kurogane
  - Bakumatsu Kikansetsu Irohanihoheto
  - Gintama
  - Drifters
  - Kaze Hikaru
  - Ryo
  - Hakuouki Shinsengumi Kitan
  - Bakumatsu Rock
  - Katsugeki: Touken Ranbu
  - Golden Kamui
  - Le Masque de Zeguy
  - Realist Maou Niyoru Seiiki Naki Isekai Kaikaku
  - Rurouni Kenshin: Meiji Kenkaku Romantan - Tsuioku-hen
  - Fate/Grand Order CMs
  - Chiruran: Shinsengumi Requiem
  - Sengoku Collection (version féminine)
  - Francesca
  - Getsu Mei Sei Ki
  - Hijikata Toshizo: Shiro no Kiseki
  - Papuwa
  - BAKUMATSU: Renai Bakumatsu Kareshi Gaiden
  - Shinsengumi Chuubou Roku
  - Hokusou Shinsengumi
  - Kidou Shinsengumi Moeyo Ken

- Films
  - Tabou (Gohatto) de Nagisa Ōshima (1999).
  - Baragaki, Unbroken Samurai (2021).

- Jeux vidéo
  - Hakuouki: Demon of the Fleeting Blossom (visual novel)
  - Era of Samurai: Code of Love by Voltage Inc. (visual novel)
  - Fate/Grand Order
- Romans
  - Le cerisier d’Ezo, Jean-François Daguzan, 2022.
  - Un pétale dans la braise, Geoffrey Royer, 2024.